# Emmanuelle Riva

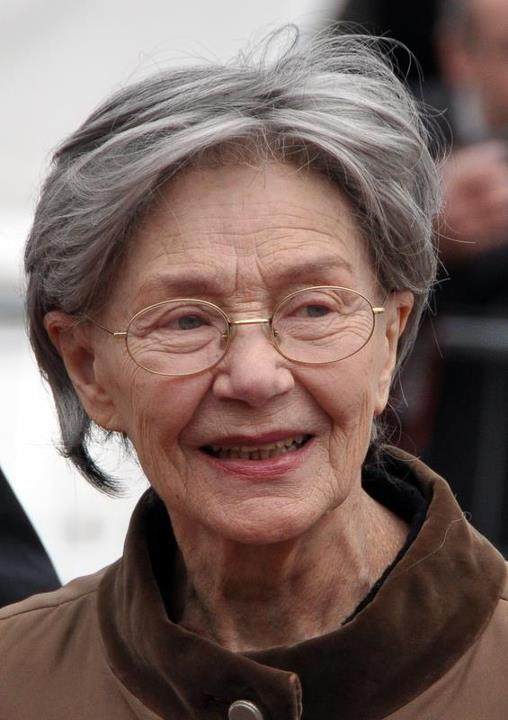
Emanuelle Riva 2012.

Emmanuelle Riva, född 24 februari 1927 i Cheniménil i Vosges, död 27 januari 2017 i Paris, var en fransk skådespelare.
Emmanuelle Riva gjorde sig bland annat känd från filmer som Hiroshima - min älskade (1959) och Amour (2012). För rollen som Anne i Amour nominerades hon vid Oscarsgalan 2013 till en Oscar för bästa kvinnliga huvudroll. Med sina 86 år blev Riva den äldsta någonsin att nomineras i kategorin. 1962 tilldelades hon Volpipokalen vid Filmfestivalen i Venedig som Bästa kvinnliga skådespelare i Thérèse Desqueyroux (1962).

## Filmografi i urval
- 1959 – Hiroshima – min älskade
- 1959 – Kapo
- 1969 – Flykt utan nåd
- 1960 – Adua - bordellflickan
- 1961 – Léon Morin, präst
- 1962 – Thérèse Desqueyroux
- 1962 – Climats
- 1967 – Yrkets risker
- 1967 – Quartier Latin i deras hjärtan
- 1973 – Jag ska löpa som en galen häst
- 1992 – Alexandrines berättelse
- 1993 – Frihet – den blå filmen
- 1995 – Vad lider natten?
- 2006 – Min son
- 2011 – Jag minns en sommar
- 2012 – Amour